# Краснокожий и дитя
«Краснокожий и дитя» (англ. The Red Man and the Child) — американский короткометражный боевик Дэвида Уорка Гриффита.

## Сюжет
Фильм показывает приключения доброго и храброго индейца Сиу, зарабатывающем себе на жизнь охотой и добычей полезных ископаемых, и его маленького спутника.

## В ролях
| Актёр           | Роль    |
| --------------- | ------- |
| Чарльз Инсли    | Сиу     |
| Джон Тэнси      | дитя    |
| Линда Арвидсон  | женщина |
| Джордж Гебхардт | злодей  |
| Гарри Солтер    | злодей  |